# فرودگاه هسپریا
فرودگاه هسپریا (به انگلیسی: Hesperia Airport) یک فرودگاه همگانی است که یک باند فرود آسفالت دارد و طول باند آن ۱۱۹۲ متر است. این فرودگاه در شهر هسپریا، کالیفرنیا کشور ایالات متحده آمریکا قرار دارد و در ارتفاع ۱۰۳۳ متری از سطح دریا واقع شده‌است.